# Kalle Mikkolainen
Kaarl Edvard „Kalle” Mikkolainen (Finnország, Ylöjärvi, 1883. január 9. – Finnország, Tampere, 1928. március 28.) olimpiai bronzérmes finn tornász.
Az 1908. évi nyári olimpiai játékokon indult, és mint tornász versenyzett. Csapat összetettben bronzérmes lett.
Klubcsapata a Ylioppilasvoimistelijat volt.